# Северская АЭС
Это статья о проекте строительства новой атомной станции в Северске. О ранее существовавшей в составе СХК атомной электростанции см. статью Сибирская АЭС

Проект Северской АЭС.

Северская АЭС — планируемая атомная электростанция в Томской области в г. Северск. Данная станция станет второй атомной электростанцией, построенной в Северске и в Западно-Сибирском экономическом районе, в целом. Фактически выступит заменой Сибирской АЭС, выведенной из эксплуатации в 2008 году.

## Планы
Первоначальное решение о строительстве взамен полностью остановленной в 2008 году Сибирской АЭС было принято в 2007 году. Предполагается что в составе АЭС будут действовать два энергоблока типа ВВЭР-ТОИ, запуск которых запланирован на 2015—2017 годы. За основу проекта АЭС будет взят проект «АЭС-2006», по которому строились АЭС в Китае, Иране и Индии.
Строительство новой АЭС лоббировалось областными властями. В сентябре 2007 года идею строительства АЭС в Томской области поддержал глава Росатома Сергей Кириенко. 14 декабря 2007 года проведена межрегиональная конференция «Северская АЭС: выгоды и риски».
По состоянию на март 2010 года рассматривались две возможные площадки для строительства. Обе они находятся к северу от речки Камышка возле посёлка Самусь. Окончательное решение о месте размещения АЭС планировалось принять в начале 2009 года, однако в связи с неначавшимся финансированием процесс затянулся.
73 % жителей области отрицательно относятся к строительству Северской АЭС. На ноябрь-декабрь 2008 года было намечено проведение общественных слушаний по вопросу строительства АЭС, однако прошли они только в Северске, куда большинство томичей не имеет возможности въезда.
Власти пытаются изменить общественное мнение в сторону поддержки АЭС, проводя агитационные мероприятия, в частности встречи представителей руководителей научных учреждений Томска со СМИ.
Некоторые экологические проблемы не разъяснены до конца, так, например, не уточняются вопросы утилизации реактора по истечении срока эксплуатации, перевозки ядерного топлива и облученного ядерного топлива через город Томск (единственная железнодорожная ветка проходит через город, разделяя его практически пополам) и некоторые другие.
В 2011 году Росатом направил около 300 миллионов рублей на продолжение проектных работ по строительству (привязка инженерных сетей, компоновка вспомогательных сооружений, наблюдение за территорией, анализ систем безопасности).
В ноябре 2012 года представитель Росатома Александр Локшин заявил, что в первую очередь будут строиться энергоблоки для замещения выводимых из эксплуатации реакторов РБМК, из-за этого сроки начала строительства новых АЭС (в том числе Северской) сдвигаются на период после 2020 года. Тем не менее, Северская АЭС по-прежнему остаётся в плане строительства.

## Хронология событий
- 5 июня 2024 года пресс-служба региональной администрации со ссылкой на Объединённое диспетчерское управление энергосистемы Сибири (ОДУ Сибири) сообщила, что Северская атомная электростанция в г. Северск Томской области может быть построена к 2041 году[13].
- 18 октября 2024 года в соответствии с требованиями пункта 28 Правил разработки и утверждения документов перспективного развития электроэнергетики, утвержденных постановлением Правительства Российской Федерации от 30.12.2022 № 2556 вышел проект генеральной схемы, доработанный на базе замечаний и предложений к проекту генеральной схемы, поступивших в рамках общественного обсуждения. В Доработанном проекте Генеральной схемы размещения объектов электроэнергетики до 2042 года проект Красноярской АЭС был исключен в пользу строительства двух АЭС меньшей мощности: Северской АЭС (г. Северск, Томская область) и Восточно-Сибирской АЭС[1][14][15].

## Информация об энергоблоках
| Энергоблок         | Тип реакторов | Мощность | Мощность | Начало строительства | Подключение к сети | Ввод в эксплуатацию | Закрытие |
| Энергоблок         | Тип реакторов | Чистый   | Брутто   | Начало строительства | Подключение к сети | Ввод в эксплуатацию | Закрытие |
| ------------------ | ------------- | -------- | -------- | -------------------- | ------------------ | ------------------- | -------- |
| Северская-1 (план) | РБН           | 1225 МВт | 1255 МВт |                      |                    | 2037 (по планам)    |          |
| Северская-2 (план) | РБН           | 1225 МВт | 1255 МВт |                      |                    | 2039 (по планам)    |          |